# Julie Heierli
Julie Heierli (née Julie Weber le 14 juillet 1859 à San Francisco et morte le 31 juillet 1938) est une ethnologue, initiatrice des premiers travaux sur les costumes traditionnels suisses.

## Biographie
Julie Weber naît à San Francisco en 1859 ; elle est la fille de Julius Weber et d’Elize Niedermann, expatriés suisses originaires de Zürich. La famille revient ensuite en Europe, et Julie épouse en 1882 l’archéologue Jacob Heierli,. Au fil des voyages de son mari pour des fouilles, elle collecte de façon scientifique des éléments de costume traditionnel.
Lors de la création du Musée national suisse de Zürich, elle est responsable de la collection de costumes, dont une partie provient des fêtes données pour son inauguration en 1898 ; Heierli conseille ensuite, en 1901, le Musée historique de Berne pour la présentation des costumes dont il dispose.
Elle se constitue également une collection photographique de plus de 2 000 clichés, représentant des costumes de tous les jours ou du dimanche, ainsi que des fêtes populaires et pris entre 1855 et 1938. Dans les années 1920, elle donne des conférences à Zürich, puis publie son ouvrage principal, Die Volkstrachten der Schweiz (Les costumes traditionnels suisses) en cinq volumes entre 1922 et 1932, qui reste considéré comme une référence en la matière.
Julie Heierli succombe à une crise cardiaque alors qu’elle passe ses vacances en Forêt-Noire en 1938. Ses archives photographiques sont léguées à la Société suisse des traditions populaires, qui prend en charge leur restauration et leur numérisation.

## Ouvrages
- (de) Julie Heierli, Die Schweizer-Trachten vom 17.-19. Jahrhundert nach Originalien, 1897

- (de) Julie Heierli, Die Volkstrachten der Schweiz, 1922-1932 (OCLC 185485191, lire en ligne)